# Lee Sun-hee
Lee Sun-hee (hangul: 이선희; nascida em 14 de dezembro de 1964) é uma cantora de balada sul-coreana. Ela estreou em 1984 com a canção "To J". Em seu país ela é amplamente considerada como a vocalista de maior sucesso e habilidade, daí os apelidos de "Diva Nacional" (국민디바) e "Rainha das Vocalistas" (여가왕).

## Biografia
Lee Sun-hee nasceu em 14 de dezembro de 1964 em Boryeong, Chungcheong do Sul, na Coreia do Sul. Ela frequentou a Escola Secundária de Mulheres Sangmyung e se formou na Faculdade da Cidade de Incheon. Lee Sun-hee, conhecida carinhosamente por seus fãs como "Sunny", é filha de um sacerdote budista e foi criada próximo de um local religioso budista com sua família e outros monges.

## Discografia

### Álbuns de estúdio
- 1985: 아! 옛날이여 (Ah! The Good Old Days)
- 1985: 갈바람 (Galbaram)
- 1986: 잃어버린 약속 (The Lost Promise)
- 1988: 사랑이 지는 이자리 (Where the Love Falls)
- 1989: 나의 거리 (My Street)
- 1990: 왜 나만 (Why Me)
- 1991: 추억속을 걷네 (Walking Through Memories)
- 1992: 조각배 (Dinghy)
- 1994: 한송이 국화 (Chrysanthemum)
- 1996: First Love
- 1998: Dream of Ruby
- 2001: My life + Best
- 2005: 사춘기 (Adolescence [Spring in My Forties])
- 2009: 사랑아... (Oh, Love)
- 2014: SERENDIPITY